# Con mi soledad
Con Mi Soledad, Juan Vélez se convirtió en el ganador de la cuarta edición de Objetivo Fama el 20 de mayo. Luego realizó una serie de conciertos en El Centro de Bellas Artes Luis A. Ferré en Santurce, San Juan, Puerto Rico, y comenzó la grabación de su álbum debut, Con Mi Soledad,. con el renombrado productor Sergio George. Lanzado en diciembre de 2007 por Fonovisa Records, Con Mi Soledad, llegó al número ocho en Top Albums de Billboard Latin Chart, mientras que el tema que da título a la producción llegó al puesto número 22 en la lista 
Hot Latin Tracks.

## Con Mi Soledad
Además estuvo nominado en  Premio Lo Nuestro en la categoría Solista o Grupo revelación del  año (2009)  y en los  Billboard de la Música Latina   en la categoría Álbum Pop del Año Nueva Generación (2008). Ya para su tercer sencillo  en plena promoción se  vende Univision Music a Universal y se ve afectada su promoción pero Juan continúa con gran éxito.

## Canciones
1. Con Mi Soledad  
2. Buscando Tu Sombra
3. Como Decirte Adiós
4. Abandonados
5. Todo Sigue Igual
6. Yo Te Quiero
7. Devuelveme La Vida
8. Una Segunda Vez
9. Tal Vez
10. Así Es Mi Vida  

## Canciones destacadas
- Con Mi Soledad
- Buscando Tu Sombra
- Abandonados